# 魔法のスターマジカルエミ
『魔法のスターマジカルエミ』（まほうのスター マジカルエミ）は、日本テレビ（NNN・NNS）系列で1985年6月7日から1986年2月28日まで全38話が放送されたテレビアニメ。

## 概要
『魔法の天使クリィミーマミ』、『魔法の妖精ペルシャ』に続く、スタジオぴえろ（ぴえろ）制作による「ぴえろ魔法少女シリーズ」の第3弾。監督・安濃高志の代表作の一つでもある。
マジシャン志望の不器用な女の子・香月舞が、鏡の妖精トポと出会い、魔法で天才マジシャン「マジカルエミ」に変身し、華麗で大胆なマジックと歌でアイドルとして活躍する、というお話。
本作品は完全なオリジナル企画であり、原作は存在しない。基本的な構成は『マミ』の路線に立ち返り、主人公が魔法の力で変身してスターになるというプロットを踏襲して主役の声優も新人歌手が起用された。
一方、シナリオ面ではこれまで以上に物語の日常性が重視され、前2作の後半から重視されるようになった主人公の内面や周囲の人々の心象風景の描写を、より深く突き詰めた作風となった。そのため、従来の作品にみられたドラマ性や魔法が持つ劇中での役割が本作ではかなり希薄化している。主人公を取り巻く人間模様に関しても対立する敵やライバルは存在せず、ドラマ性をひたすら排除して主人公とその周囲の人間模様と日常を中心に描いている点に大きな特色があり、キャラクターの表情や動きをデフォルメして感情表現する手法や心情や状況説明をセリフで行うといったこともほとんどない。
また、日常を掘り下げて描けば描くほど、非日常的な存在である魔法の意味は失われ、最終3話（第36話〜）では、淡々とした日常の積み重ねによって各キャラクターの成長を描き出し、主人公の舞が精神的に自立していく過程が描かれた。
最終的に主人公自身の意思で魔法を放棄するという結末で物語が締めくくられる。

## ストーリー
香月 舞はマジシャンを夢見る小学五年生の少女。祖父が主宰するマジック劇団「マジカラット」の手伝いをしており自身もマジックに親しんでいるが、生来の不器用さが災いし、なかなかマジシャンとはいかない感じ。
こてまり台への引っ越の最中、偶然鏡の妖精・トポと出会った舞は「願いの叶う魔法」をもらった。そして、魔法のブレスレットで天才マジシャン「マジカルエミ」に変身し、トラブルで騒ぎが起きていたマジカラットの舞台に上がり魔法で魅せるマジックで観客を魅了してショーを成功させる。そして、たまたま、このステージを見ていたテレビ局のプロデューサーにエミはテレビに出演させられ、そのままアイドルデビューさせられてしまう。こうして、普通の小学生とアイドル「マジカルエミ」という忙しい生活が始まる。
月日は流れ、マジカラットの主催により若手マジシャンを対象としたマジックの祭典エミリー賞が開催されることになった。マジカラットの若手メンバーに加えエミも出場することになるが、魔法の力によって当たり前のように大賞を獲得したことに舞はなんの感慨も見出せず、悶々とした日々を送るようになる。そんな中、稀代の天才と謳われた憧れの女性マジシャン「エミリー・ハウエル」の舞台を収めたフィルム映像を見る機会に恵まれた舞は、彼女が天才ではなく努力によって一流に上り詰めた人物であったことを知る。それをきっかけに、一流のマジシャンになる夢を自分自身の力で叶えるべく、舞は魔法をトポに返す決意を固めていく。
そして大賞受賞記念の公演会を最後に、エミは永遠に人々の前から姿を消す。そしてそれは、トポとの別れも意味していた。

## 魔法
トポの説明では願いがかなう魔法とされ、舞は自分の理想像である天才マジシャンに変身することを望んだ。
「プリット」と呪文の頭を唱えるとブレスレット型の「ハートブレス」からステッキ型の「ハートブローム」が現れ、それを振り回しながら「パラリン　リリカル　パラポラ　マジカル～」と呪文を唱えることでマジカルエミに変身する。
この変身シーンはバンクシステムを用いており、毎回使用された。
変身後も舞の意識はそのままであり、性格や口調もあまり変わらない。またマジカルエミはあくまでも舞の理想像であり、成長した将来の姿を示すものではない。OVA『蝉時雨』の冒頭でそのことが示される。
変身後はあらゆる効果の魔法を呪文や小道具なしで使うことができた。マジックの体裁を取っていたため、人前で自由に使うことができた点が最大の特徴である。
魔法を使うことに対する制約は特になく、変身する姿を他人に見られた場合のペナルティも語られていない。『マミ』や『ペルシャ』にあったような、変身を見られたことによるトラブルもなかった。放送前に一部のアニメ誌に掲載されたキャラクター紹介では弟の岬が変身を目撃するとあり、ぴえろ公式サイトのキャラクター紹介にはこの初期設定がそのまま掲載されているが、結局そのような話は作られなかった。ただし、舞が家族に秘密を明かしそうになると、トポが邪魔をしたことはある。
万能かつ非常に強力な魔法だったために舞は魔法に頼ることに疑問を抱くようになり、最終的にはそれを捨て去って自分の力で一流のマジシャンになる道を選んだ。

## 登場人物

### 舞とその家族、友人など
香月 舞（かづき まい）
声 - 小幡洋子→久川綾（OVA『雲光る』）
本作の主人公。こてまり学園の小学部に通う11歳の少女。亜麻色のショートカットが特徴的な、活発で元気あふれる少女。
マジックが大好きだが、父親から受け継いでしまった生来の不器用さから手先がついて行かず、腕は未熟そのもの。憧れのエミリー・ハウエルのようなマジシャンになりたいと思う彼女は、鏡の精・トポから魔法を授かることで自分の理想像である「マジカルエミ」に変身できるようになった。
中森家に引っ越してきた高校生・結城将に淡い恋心を抱くようになる。クラスメイトの武蔵からは好意を持たれているが、本人は全く気付いていない。
マジカルエミ
舞の変身した姿で、エミの名は舞の憧れのマジシャン、エミリー・ハウエルにちなむ。謎の天才マジシャンとして突如現れ、失敗寸前だったマジカラットの公演を無事成功させる。そこに偶然居合わせた小金井にスター性を見いだされ芸能界デビュー、マジカラットの花形スターとなる。
変身後はスタイル抜群の女性の姿となり、髪の色もエメラルド色に変化し、黄色い大きなリボンを結んでいる。口調もやや変化し舞のときよりも落ち着いたお姉さんとして振舞っているが、精神は子供のままであるため時に不自然な言動をすることもあった。舞はマジカラットのメンバーに対し、「自分はエミの知り合いで、連絡を取れるのは自分だけ」と説明している。
第20話でエミの年齢は16歳と言及されており、公式サイトのキャラクター紹介でも16歳となっている。
トポ
声 - 龍田直樹
鏡の国から来た妖精で、マジカルエミに変身可能なブレスレット「ハートブレス」を舞に授けた。
本来は光球のような姿で、鏡に憑依しているが、その状態で光を放つため、舞に眩しいと指摘され、やむなくピンク色をしたぬいぐるみのモモンガに憑依して以来、この姿で舞と行動をともにしている。作中では岬によくおもちゃ代わりにされ、毎度酷い目に遭っている。突如ぬいぐるみがしゃべって動き出すことを周りの人間が不思議に思う描写はなかった。
後輩の妖精にはピラミー（声 - 菅谷政子）がおり、ピンク色のオウムのぬいぐるみに憑依した姿で25話で登場。トポはこれまでの働き振りをチェックされ、妖精として失格とされたために舞と引き離されそうになったが、舞自身が（この時点では）別れたくなかったため事なきを得た。
香月 順一（かづき じゅんいち）
声 - 納谷六朗
舞の父で36歳。クッキー屋「コンガール」の店主。マジックが嫌いなのか、理解も興味も一切無く、舞や岬がマジカラットに関わることにも常に激怒している。
当時、マジカラットの花形スターだった陽子に「マジカラットを引退し、マジックに一切手を出さないこと」を結婚の条件として突き付けていた。この為、隙あらば舞台に上がろうとする陽子には頭痛が絶えない。
クッキー作りの腕は一流なのだが、それ以外が恐ろしく不器用で、この不器用さが見事なほど舞に受け継がれてしまう。
香月 陽子（かづき ようこ）
声 - 青木菜奈
舞の母で34歳。元はマジカラットの花形スターで、結婚を機に引退（実情は順一が結婚の条件に引退を言い渡していた）し現在はコンガールを手伝っている。だが、未だにマジックには未練があるらしく舞台に上がろうとしては順一を冷や冷やさせており、舞が体調不良でワンマンショーに出られないと聞いた際には自分が代役を引き受けると言って張り切っていた（14話）。
香月 岬（かづき みさき）
声 - 三田ゆう子
舞の弟で4歳。まだうまくしゃべれないため、語尾に「でしゅ」とつけて話す。舞は「みーちゃん」と呼んでいる。『雲光る』では、彼の誕生する前後の香月家が描かれている。
結城 将（ゆうき しょう）
声 - 水島裕
こてまり学園高等部に通う16歳の高校生で、舞の従兄にあたる。マジシャンである両親がアメリカに移住したのを機に、舞の祖父母である中森夫妻の家に居候している。舞にとっては兄貴分であり、彼もまた彼女を妹のように扱っている。舞の家庭教師として夏休みの宿題を手伝ったこともある（13話）。
マジカラット団員ではないが、舞台照明などの手伝いも行う。はにかみ屋な性格が災いして初対面の人間には大抵無愛想に接してしまう。エミのことが気になっているようだが、作中ではあまり描写されていない。
幼少時より両親からマジックを仕込まれたこともあり腕はなかなかだが半ば強制的にやらされていたこともあり、マジックを毛嫌いしている。ボクシングに情熱を燃やしており、舞に対し「（ボクシングは）舞にとってのマジックのようなもの」と語っている。他校のボクサー・真田 慎吾（さなだ しんご、声 - 大山尚雄）とはライバル関係にあるが、善戦するものの彼に勝つことはなかった。
小金井 武蔵（こがねい むさし）
声 - 伊倉一恵
ジャパンTVプロデューサー・小金井滋の息子で、舞のクラスメイト。父親とは対照的に細めの体型でいわゆるメガネ君である。舞のことは「舞ちゃん」と呼び、ですます調で話す。
舞のことが好きでロマンス映画に彼女のことを誘ったほか、舞がワンマンショーをやることが決まった際にはクラスメイトを集めて私設応援団を結成したほど（14話）。運動神経はいい方ではないが、障害物競走を行うテレビ番組「逆転！地獄ゲーム」に舞と出場したいという思いから番組あての応募ハガキを送って彼女と一緒に出場したこともある（21話）。
公式サイトのキャラクター紹介の文面では舞とマジカルエミの関係を疑うような描写があったかのように書かれているが、作中でそのような描写は特に見られなかった。（17話では、学園祭のステージに登場したエミが舞と同じ個所に包帯を巻いていることに気付いたが、エミが包帯を使ってマジックをしたことで、それ以上疑う様子はなかった。）
松岡（まつおか）
声 - 速水奨
将の所属するボクシング部のキャプテン。将の試合ではセコンドを務める。仲間との協調性を考えない将を叱咤したり、将のスパーリングの相手をしたこともある。将のことはそれなりに信頼しているらしく、学校に妹の晶子（あきこ）（声：原えりこ）が来た際には彼にボディーガードを任せたこともあった。

### マジカラット
中森 晴子（なかもり はるこ）
声 - 峰あつ子
舞の母方の祖母で59歳。夫である洋輔と共にマジシャンをしていたが、プロデューサーとしての才が高く、魔術団であったマジカラットをマルチ・スーパー・パフォーマンス集団に変えるべく奔走する。
一度こうと決めたら、何があろうと徹底的にやり抜く強固な意志を持つパワフルな人物で、実際にマジカラットの全ての実権を夫から奪い取っている。
また、舞や岬がマジックに関わることに激昂する順一や、マジカラットの路線変更に猛反対した洋輔に怒鳴り散らしたりして、徹底的にやりこめる。
中森 洋輔（なかもり ようすけ）
声 - 八奈見乗児
舞の母方の祖父。マジカラットの主催者にして、60歳にして今でも現役のマジシャン。
主催者とは名ばかりで実際の権限は全て妻の晴子に握られている。ガラクタ紛いの骨董品収集が趣味。
第37話でマジカラットの解散を宣言し、最終回ではマジックスクールを開校すべく邁進する。
松尾 明（まつお あきら）
声 - 小滝進
ヤングマジカラットの一人。体型は太め。最終回でユキ子らと共に将の両親の元でマジックの修行をする為に渡米する。
塩沢 進（しおざわ すすむ）
声 - 亀山助清
ヤングマジカラットの1人。メガネを掛けていて細めの体型をしており、彼もまた「メガネ君」である。本人はその体型を気にしているらしく、自宅でバーベルを使ったトレーニングを行う様子が頻繁に描かれた。最終回で渡米せず、洋輔達とマジックスクールを始める決心をする。
弘田 ユキ子（ひろた ユキこ）
声 - 岡本麻弥
ヤングマジカラットの1人。そばかすが目立つものの、容姿は悪くない。国分寺が惚れているが、彼とは対照的に大のカリントウ好きである。
車の運転が好きだがその腕はよいとは言えず、同乗者にとっては生きた心地がしなくなるほどである（16話）。最終回で渡米。

### ジャパンTV
小金井 滋（こがねい しげる）
声 - 郷里大輔、小宮和枝（少年時代）
ジャパンTVのプロデューサー。息子の武蔵に誘われてマジカラット初日公演を見物していたところ、エミの姿を一目見てそのスター性を確信、以降彼女のプロデュースに尽力するようになる。チーズケーキが苦手。
クマのような体型をしているが、少年時代の初恋の思い出の品を大切にしているといったセンチメンタルな一面もある（24話）。
自信に満ちあふれていて、強引に物事を進めがちだが、ちょっとした不注意からよくドジをしており、どこか抜けている。
実は40歳なのだが、体型とひげ面のせいでとてもそうには見えない。
国分寺 円（こくぶんじ まどか）
声 - 千葉繁
小金井の部下。お調子者で、よく小金井に怒鳴られている。マジカラットのユキ子に好意を持っている。カリントウが苦手で、本人によると「色や形がある物を思い起こさせる」とのこと（16話）。その後、舞たちの協力でカリントウ嫌いを克服したかに見えたが、結局できなかった（34話）。

### その他
エミリー・ハウエル
声 - （なし）
1920-1930年代に活動した伝説の天才マジシャン。舞の理想であり、部屋の入口には大判のポスターが貼られている。第37話で舞台での姿を収めたフィルムに映っていた彼女が生まれながらの天才ではなかったことを悟った舞は、最終回で魔法の力をトポに返す決意を固めた。
エミリーの人物像は活動時期も含め終盤まで語られることがなく、「大昔にトポから魔法をもらった子」「舞の母親」など、製作側は様々な設定を考慮していたが、舞に自立を促す努力の人という描写に落ち着いた。

## スタッフ
- 製作：布川ゆうじ
- プロデューサー：堀越徹（日本テレビ）、大野実（読売広告社）※スタジオぴえろのプロデューサーはフィルムクレジットなし。
- シリーズ構成：小西川博、渡辺麻実
- 音楽：奥慶一
- アシスタントプロデューサー：深草礼子（スタジオぴえろ）
- 美術監督：三浦智
- 音響監督：藤山房延
- 撮影監督：杉村重郎（第14話まで）、森口洋輔（第15話以降）
- オープニングアニメーション：もとやまゆうじ
- エンディングアニメーション：古瀬登
- キャラクターデザイン：岸義之、本山浩司
- 監督：安濃高志
- シリーズディレクター：古川順康
- 美術設定：佐藤正浩
- マジック指導：杉本健
- 企画協力：根本道博
- 効果：佐々木純一（アニメサウンドプロダクション）
- 制作：スタジオぴえろ

## 主題歌
オープニングテーマ - 「不思議色ハピネス」
エンディングテーマ - 「あなただけ Dreaming」
作詞 - 竜真知子 / 作曲・編曲 - 山川恵津子 / 唄 - 小幡洋子
「不思議色ハピネス」は劇中でもエミの歌唱曲として登場する。
伊藤銀次の編曲による別バージョンが、アルバム『PEARL ISLAND』に収録されている。
エンディングの歌詞は、ボクシングに賭ける将への舞の想いを表現したものとなっている。
挿入歌 - 「南国人魚姫」
作詞 - 森雪之丞 / 作曲・編曲 - 伊藤銀次 / 唄 - 小幡洋子
32話より、エミの新曲として登場。
タイトルにあるようにトロピカルな夏のイメージを前面に出した曲だが、作中および本放送時の季節は冬だった。
ミュージッククリップ - 「風のinvitation」
作詞 - 柚木美祐 / 作曲 - 菊池圭長 / 編曲 - 中山紀昌 / 歌 - 太田貴子
1999年にバンダイビジュアルが発売したLD-BOXの特典映像用に、新規作画と共に製作された。

## 各話リスト
| 話数 | 放送日         | サブタイトル             | 脚本                | 絵コンテ   | 演出       | 作画監督            |
| ---- | -------------- | ------------------------ | ------------------- | ---------- | ---------- | ------------------- |
| 1    | 1985年 6月7日  | ふしぎ誕生魔法のスター   | 小西川博            | 安濃高志   | 安濃高志   | 岸義之              |
| 2    | 6月14日        | 魔法でデビュー! 生放送!! | 渡辺麻実            | 森日高     | 古川順康   | 洞沢由美子          |
| 3    | 6月21日        | あいつの好きなボクシング | 渡辺麻実            | 立場良     | 立場良     | 須田裕美子          |
| 4    | 6月28日        | 不思議色ハピネス         | 小西川博            | 片山一良   | 片山一良   | 福島喜晴            |
| 5    | 7月5日         | 雨のたなばたファンタジー | 塚本裕美子          | 古川順康   | 古川順康   | 須田裕美子          |
| 6    | 7月12日        | スターの輝きを秘めて     | 渡辺麻実            | 立場良     | 立場良     | 岸義之              |
| 7    | 7月19日        | 夏休み家庭科入門         | 小西川博            | 望月智充   | 望月智充   | 加藤鏡子            |
| 8    | 7月26日        | 海辺のベストキッド       | 遠藤明吾            | 水田史美   | 片山一良   | 高倉佳彦            |
| 9    | 8月2日         | ボクシングなんて大嫌い!  | 小西川博            | 古川順康   | 古川順康   | 洞沢由美子          |
| 10   | 8月9日         | 高原列車UFOはどこ!?      | 平野美枝            | 久保多美子 | 立場良     | 岸義之              |
| 11   | 8月16日        | 秘密のスターライフ       | 小西川博            | 望月智充   | 望月智充   | 加藤鏡子            |
| 12   | 8月23日        | 夏は光色のメモリー       | 園田英樹            | 勇気翔     | 片山一良   | 福島喜晴            |
| 13   | 8月30日        | 家庭教師は16才           | 結木圭              | 西久保瑞穂 | 古川順康   | 岸義之              |
| 14   | 9月6日         | こてまり台花のステージ   | 平野美枝            | 立場良     | 立場良     | もとやまゆうじ      |
| 15   | 9月13日        | 風が残したかざぐるま     | 園田英樹            | 望月智充   | 望月智充   | 加藤鏡子            |
| 16   | 9月20日        | すてきパワフルドライバー | 小西川博            | 片山一良   | 片山一良   | 洞沢由美子          |
| 17   | 9月27日        | 気分はゆれて学園祭       | 結木圭              | 林政行     | 古川順康   | 高倉佳彦            |
| 18   | 10月4日        | 魔法の光に夢を           | 塚本裕美子 小西川博 | 勇気翔     | 高山文彦   | 岸義之              |
| 19   | 10月11日       | ガラス越しのロマンス     | 渡辺麻実            | 立場良     | 立場良     | 高岡希一            |
| 20   | 10月18日       | 危険なシャッターチャンス | 小西川博            | 向後知一   | 向後知一   | 加藤鏡子            |
| 21   | 10月25日       | がんばれ! ドキドキゲーム | 平野美枝            | 古川順康   | 古川順康   | 洞沢由美子 井上敦子 |
| 22   | 11月1日        | からっと秋風心もよう     | 平野美枝            | 本郷みつる | 本郷みつる | 福島喜晴            |
| 23   | 11月8日        | ごめんねミーちゃん       | 今井詔二            | 立場良     | 立場良     | 高倉佳彦            |
| 24   | 11月15日       | 鈴の音よもう一度         | 結木圭              | 向後知一   | 向後知一   | 加藤鏡子            |
| 25   | 11月22日       | かわいい訪問者           | 小西川博            | 安濃高志   | 安濃高志   | 岸義之              |
| 26   | ※1986年 1月6日 | 枯葉のシャワー           | 園田英樹            | 高山文彦   | 高山文彦   | 洞沢由美子          |
| 27   | 12月6日        | 国分寺さん殺人事件       | 結木圭              | 立場良     | 立場良     | 高岡希一            |
| 28   | 12月13日       | ツキが落ちれば陽が昇る   | 小西川博            | 向後知一   | 向後知一   | 加藤鏡子            |
| 29   | 12月20日       | 雪景色・夢の国           | 結木圭              | 古川順康   | 古川順康   | 橋本淳一            |
| 30   | 12月27日       | ワイン色のパーティ       | 武上純希            | 本郷みつる | 高山文彦   | 岸義之              |
| 31   | 1986年 1月10日 | 仲よし夫婦のギザギザ模様 | 結木圭              | 立場良     | 立場良     | 洞沢由美子          |
| 32   | 1月17日        | お風呂場でドッキリ!      | 富田祐弘            | 遺映龍     | 古川順康   | 高岡希一            |
| 33   | 1月24日        | 飛べ! スノードラゴン     | 園田英樹            | 小林和彦   | 小林和彦   | 加藤鏡子            |
| 34   | 1月31日        | 愛と哀しみのカリントウ   | 平野美枝            | 鴫野彰     | 高山文彦   | 垣野内成美          |
| 35   | 2月7日         | 妖精の森へようこそ!      | 小西川博            | 遺映龍     | 古川順康   | 岸義之              |
| 36   | 2月14日        | 北風にひとりぼっち       | 渡辺麻実            | 立場良     | 立場良     | 高倉佳彦            |
| 37   | 2月21日        | ためらいの季節           | 小西川博            | 望月智充   | 望月智充   | 加藤鏡子            |
| 38   | 2月28日        | さよなら夢色マジシャン   | 渡辺麻実            | 安濃高志   | 安濃高志   | 岸義之              |

## OVA
『艶姿 魔法の三人娘』と『魔女っ子クラブ4人組 A空間からのエイリアンX』の詳細に関しては、「ぴえろ魔法少女シリーズ」のOVAの節を参照。
『艶姿 魔法の三人娘』（制作：1986年）
マミ・ペルシャ・エミの「ぴえろ魔法少女シリーズ」のヒロイン3人が温泉旅行に出掛け、TVシリーズを懐古するという作品。過去3作の名場面を再編集し、ブリッジ部分に温泉旅行の約5分の新作映像を加えた計30分の構成。
『魔法のスターマジカルエミ 蝉時雨』（制作：1986年）
TVシリーズのダイジェスト映像15分とオリジナル映像45分で構成。オリジナルは成長した舞がTVシリーズの第12話と第13話の間に相当する夏の4日間を回想する形で描かれた。特別大きな事件は起こらず、舞と周辺の人々の日常が淡々と描かれ、全編を通して「昨日と全く同じ今日は訪れない」「かたちあるものはいつかはなくなる」というテーマが設けられている。それはTVシリーズの結論である、舞の精神的な自立＝マジカルエミの消失、及び舞とトポの別れを強く暗示させるものになった。加えて、BGMを極限まで制限し代わりに自然の効果音を多用することで、叙情感あふれる映像となった。作画水準も非常に高く、一時期は高額なプレミアの付くコレクターズアイテムになっていたが、2002年に発売されたDVDBOXに特典映像として収録されてからは比較的安価になった。
テレビ地上波では、読売テレビ「アニメだいすき!」第1回（1987年3月30日）で放送されている。
『魔女っ子クラブ4人組 A空間からのエイリアンX』（制作：1987年）
マミからユーミまでの「ぴえろ魔法少女シリーズ」のヒロイン4人が一堂に会し、地球を侵略しようとするエイリアンと戦いを繰り広げるという作品。
『魔法のスターマジカルエミ 雲光る』（制作：2002年）
2002年に発売されたDVD-BOX1巻の特典映像として制作された、十数分の短編。安濃高志が再び脚本と監督を担当。舞の弟・岬が誕生する当時の香月家の風景を、『蝉時雨』と同様に淡々と描いき、ラストでは『蝉時雨』にリンクする形を取った。

## 関連商品

### 映像

#### TVシリーズ
TVシリーズを収録した映像ソフトは、放送当時VAPより序盤と中盤の数話のみを収録したビデオテープが発売され、1990年代以降VAPが全話収録LDを、バンダイビジュアルが全話収録LD・ビデオ・DVDを発売した。80年代中期はビデオデッキやソフトレンタルの普及率が低く、またソフトの生産もマスターテープからのアナログ等倍ダビングだったため、発売に至った作品の多くは再編集による総集編、もしくは一部の話数に留まっていた。TVアニメの全話収録が一般的になるのはLDなどのディスクメディアが台頭する1990年代以降のことである。
ビデオソフト
- 魔法のスターマジカルエミ［誕生編］
（1985/11/21 VHS 60351-88 β 60352-88）発売：VAP
01・02話収録
- 魔法のスターマジカルエミ［リクエスト編］
（1987/03/21 VHS 60415-88 β 60416-88）発売：VAP
24・26話収録、アニメージュ誌のリクエストによるビデオソフト化。同誌「Dr.望のビデオラボ」内でSPTレイズナーと共に募集。告知1986年11月号、募集結果87年2月号、仕様発表87年4月号。

- 魔法のスターマジカルエミ（全話収録VHSビデオ）発売：バンダイビジュアル

01巻 1998/11/25 BES-1954 01〜02話収録
02巻 1998/11/25 BES-1955 03〜06話収録
03巻 1998/12/18 BES-1956 07〜10話収録
04巻 1998/12/18 BES-1957 11〜14話収録
05巻 1999/01/25 BES-1958 15〜18話収録
06巻 1999/01/25 BES-1959 19〜22話収録
07巻 1999/02/25 BES-1960 23〜26話収録
08巻 1999/02/25 BES-1961 27〜30話収録
09巻 1999/03/25 BES-1962 31〜34話収録
10巻 1999/03/25 BES-1963 35〜38話収録
LD
- 魔法のスターマジカルエミ・パーフェクトメモリアル ON TV
（1992/09/05 LD VPLY-70196）発売：VAP
全話収録LD-BOX

- 魔法のスターマジカルエミ マジカラットBOX Part1
（1998/07/25 LD BELL-1143）発売：バンダイビジュアル
本編01〜19話、MC「風のinvitation」収録
- 魔法のスターマジカルエミ マジカラットBOX Part2
（1999/01/25 LD BELL-1144）発売：バンダイビジュアル
本編20〜38話収録

DVD
いずれもバンダイビジュアルより発売。
- 魔法のスターマジカルエミ COLLECTION BOX（1）
（2002/05/25 DVD BCBA-969）
本編01〜18話、OVA「蝉時雨」、「雲光る」（ビスタサイズ5.1ch）収録
- 魔法のスターマジカルエミ COLLECTION BOX（2）
（2002/08/25 DVD BCBA-970）
本編19〜38話、MC「風のinvitation」、OVA「艶姿魔法の三人娘」収録
- 魔法のスターマジカルエミ DVDメモリアルボックス
（2007/08/24 DVD BCBA-2949）
TV全話、「蝉時雨」「蝉時雨ごめんなさいフィルム」（1986年8月に東京・大阪で開催されたぴえろ魔法少女フェスティバルで上映。OVA単品発売版の映像特典）「雲光る」「風のinvitation」、総集編「フィナーレ・フィナーレ」収録
- EMOTION the Best 魔法のスター マジカルエミ DVD-BOX1
（2011/11/25 DVD BCBA-4161）
本編01〜18話、OVA「蝉時雨」、「雲光る」（ビスタサイズ5.1ch）収録
映像特典「ごめんなさいフィルム」（魔法少女フェスティバル時おわびフィルム）
- EMOTION the Best 魔法のスター マジカルエミ DVD-BOX2
（2011/12/22 DVD BCBA-4162）
本編19〜38話、OVA「艶姿魔法の三人娘」収録
映像特典 ミュージッククリップ「風のinvitation」

#### TV総集編、単体発売OVA
- マジカルエミ 〜ラブリードリーム〜 音楽編
（1986/01/25 VHS 85SH-26 β 85SB-5028）発売：徳間ジャパン
TV再編集30分＋小幡洋子の楽曲8曲を使用したミュージッククリップ仕様、音声ステレオ
- マジカルエミ 〜フィナーレ！フィナーレ！〜
（1986/05/25 VHS 85SH-28 β 85SB-5028）発売：徳間ジャパン
TV総集編30分、音声一部ステレオ
- 魔法のスターマジカルエミ 蝉時雨
（1986/09/21 VHS BES-160 β BEB-160, 11/28 LD <CAV> BEAL-107）発売：バンダイビジュアル
TV総集編15分＋OVA 45分、OVAは画面ビスタサイズ、音声ステレオ
DVDはBOXセットにTVシリーズと一括の扱いで、単体発売はなし

合同編集
- 艷姿魔法の3人組
（1986/03/28 VHS BES-148 β BEB-148 07/28 LD <CAV> BEAL-105）発売：バンダイビジュアル
TV再編集25分＋新作5分、DVDは一部のBOXセットにTVシリーズと一括の扱い、単品発売なし
- 魔法シリーズ思い出のベストテン
（1987 VHS DPF201 09/21 LD<CAV> LSP-1111）発売：エスビーオー
マミ〜ユーミの名迷場面をランキング形式で紹介、FC通販による先行発売版あり
- 魔女っ子クラブ四人組 A空間からのエイリアンX
（1987/07/28 VHS BES-185 β BEB-185）発売：バンダイビジュアル
DVDはパステルユーミDVD COLLECTION BOX（BCBA-1406）に収録、単品発売なし

### 音楽
ADはアナログレコードの意味。
シングル
主題歌を含めた小幡洋子名義のシングルは（こちら）を参照のこと。
アルバム
- マジカルエミ音楽編Vol.1
（1985/09/25 AD 25AGL-3012 1987/06/25 CD 30ATC-104）発売：徳間ジャパン
本編サントラ、vol.2以降は未発売

- アニメージュハイテックシリーズ 魔法のスターマジカルエミ
（1985/11/25 AD 25AGL-3014 1986/11/25 CD 32ATC-106）発売：徳間ジャパン
サントラのカバーバージョン

- 名作アニメ総集編 THE MEMORY OF MAGICAL EMI
（1986/12/21 AD 25AGL-3037 CD 32ATC-138）発売：徳間ジャパン
音楽編とハイテックより15曲選抜し南国人魚姫を加えた構成

- 魔法のスターマジカルエミ テレビアニメオリジナル・サウンドトラック
（1996/01/25 CD TKCA-70796）発売：ファーストディストリビューション
音楽編Vol.1の復刻再版、収録曲は同一

合同編集
- アニメージュ魔法少女コレクション
（2003/10/22 CD TKCA-72599）発売：ファーストディストリビューション
ハーバーライト物語を含むぴえろ魔法少女シリーズ全作合同アルバム、全OP・ED曲収録

### 書籍

#### アニメ関連
- マジカルエミ ベストコレクション －蝉時雨－
（1986/12/25発行、AB判オールカラー64p、徳間ジャパン刊）
OVA蝉時雨のフィルムストーリー、設定。

- そんなことないよ
（1987/01/31初刷、オールカラー96p、徳間書店アニメージュ文庫 C-016）
フイルムダイジェストストーリー、アニメーターのイラスト。

合同編集
- 魔法の少女大百科
（1985/12/05初版、A6判一部カラー290p、ケイブンシャ大百科No.242）
低年齢層向けのマミ〜エミ3作合同編集本（エミ中心）
サブタイトル・スタッフリスト、キャラクター紹介、ダイジェストストーリー他

- マジカル・センチュリー
（1986/07/05発行、A4判半数カラー156p、みのり書房刊）
マミ〜エミの3作合同編集本（エミ中心）、サブタイトル・スタッフリスト、設定、ダイジェストストーリー、
エミメインスタッフ座談会、エミキャストコメント、菊池通隆＋高木弘樹合同漫画、イラスト集他
- 魔女っ子倶楽部
（1987/10/15発行、A4判一部カラー100p、バンダイ刊）
マミ〜ユーミにミンキーモモを加えた合同編集本。
設定、作品解説、スタッフイラストコメント、グッズ、エイリアンXフイルムストーリー他

#### コミック
- 『魔法のスターマジカルエミ』（あらいきよこ著、小学館フラワーコミックス、全3巻）
  1. 1985年9月20日初版、ISBN 4-09-132101-1
  2. 1985年12月20日初版、ISBN 4-09-132102-X
  3. 1986年5月20日初版、ISBN 4-09-132103-8

アニメと連動したコミック化で、原作ではない。ちゃおに昭和60年5月号より連載され、前年にデビューした漫画家・あらいきよこが担当した。あらいの短編が第1巻に2作、2、3巻に1作収録されている。基本設定はアニメの通りだが、ストーリーはほぼオリジナルで、アニメでは突っ込んで描かれることがなかった舞と将の恋模様を中心に据え、オリジナル・キャラクターの栗本なぎさを将の同級生として登場させ、彼女を交えながら展開した。魔法の存在はアニメ以上に希薄で、エミはあまり登場せず、変身に用いる小道具も登場しない。なお、本作品ではエミは舞の将来の姿とされている。

### 玩具類
メインスポンサーのバンダイから各種玩具が発売されており、本放送当時のCM（魔法アイテムの玩具のCM）には、舞役の小幡洋子がナレーションを担当したものもあった。

### 文具類
ぬりえ帳、スケッチブックなどが、セイカノート（現・サンスター文具、セイカレーベル）から発売された。

## その他
この作品は、クリィミーマミといった「ぴえろキャラ」の他にも、ぴえろキャラ以外の版権キャラクター（主に第11話において、エミがバルタン星人のきぐるみの上半身をかぶって登場した、別名『バルタンエミ』が挙げられる）や内輪ネタが、普通に見ただけではわからないような形で多く登場していることでも知られている。一例を挙げると、もりやまゆうじがもとやま名義で作画監督を務めた第14話では、舞のクラスメイトの中に当時まだ企画段階だった『プロジェクトA子』のA・B・C子に加えて西島克彦風のキャラまで登場し、また後半の舞が街角を走るシーンでは背景の人物に混じってアニメージュにもりやまが連載していた漫画『とどのつまり』の主要キャラが全員描かれていた。
この他にも、第16話のエミのステージの観客席には監督・キャラデザイン・シリーズ構成に加えて担当演出と作画監督風の人物が描き込まれていた。第22話では弟の岬が見るTVアニメとして『宇宙家族カールビンソン』のおとうさんが完全変形で登場し、第29話では『忍者戦士飛影』の主役ロボットの飛影と、ザ・ブーム軍の戦闘ロボットのバンクスの3機が登場した。このあたりの展開は、隠れキャラクターというよりクロスオーバーに近い。極め付きは第32話の後半で、エミが『南国人魚姫』を歌ったステージの直後のカットで、アイスクリーム店の客に混じって後番組『魔法のアイドルパステルユーミ』の花園ユーミと三沢恭平が色指定まで合わせて堂々と描き込まれていた。

## 放送局
※放送系列は放送当時、放送日時は個別に出典が掲示されている局を除き1986年1月中旬 - 2月上旬時点のものとする。
| 放送地域       | 放送局         | 放送日時                                | 放送系列                                     | 備考                                    |
| -------------- | -------------- | --------------------------------------- | -------------------------------------------- | --------------------------------------- |
| 関東広域圏     | 日本テレビ     | 金曜 18:00 - 18:30                      | 日本テレビ系列                               | 制作局                                  |
| 福岡県         | 福岡放送       | 金曜 18:00 - 18:30                      | 日本テレビ系列                               |                                         |
| 北海道         | 札幌テレビ     | 水曜 17:00 - 17:30                      | 日本テレビ系列                               | 放送期間 1985年6月12日 - 1986年3月5日   |
| 青森県         | 青森放送       | 水曜 17:00 - 17:30                      | 日本テレビ系列 テレビ朝日系列                |                                         |
| 岩手県         | テレビ岩手     | 土曜 6:15 - 6:45                        | 日本テレビ系列                               |                                         |
| 山形県         | 山形テレビ     | 水曜 17:00 - 17:30                      | フジテレビ系列                               |                                         |
| 宮城県         | ミヤギテレビ   | 金曜 17:00 - 17:30                      | 日本テレビ系列                               |                                         |
| 福島県         | 福島中央テレビ | 金曜 17:00 - 17:30                      | 日本テレビ系列                               |                                         |
| 新潟県         | テレビ新潟     | 水曜 17:00 - 17:30                      | 日本テレビ系列                               |                                         |
| 長野県         | テレビ信州     | 水曜 17:00 - 17:30                      | 日本テレビ系列 テレビ朝日系列                |                                         |
| 静岡県         | 静岡第一テレビ | 木曜 17:00 - 17:30                      | 日本テレビ系列                               |                                         |
| 富山県         | 北日本放送     | 火曜 17:00 - 17:30                      | 日本テレビ系列                               | 放送期間 1986年4月1日 - 1987年1月20日   |
| 石川県         | 石川テレビ     | 金曜 17:05 - 17:32 → 金曜 17:32 - 18:00 | フジテレビ系列                               | 放送期間 1985年10月25日 - 1986年7月18日 |
| 福井県         | 福井放送       | 火曜 17:00 - 17:30                      | 日本テレビ系列                               | 1985年7月30日ネット開始                 |
| 中京広域圏     | 中京テレビ     | 金曜 17:00 - 17:30                      | 日本テレビ系列                               | 放送期間 1985年6月21日 - 1986年3月14日  |
| 近畿広域圏     | 読売テレビ     | 金曜 17:30 - 18:00                      | 日本テレビ系列                               |                                         |
| 広島県         | 広島テレビ     | 金曜 17:00 - 17:30                      | 日本テレビ系列                               |                                         |
| 香川県・岡山県 | 西日本放送     | 金曜 17:00 - 17:30                      | 日本テレビ系列                               |                                         |
| 愛媛県         | 南海放送       | 水曜 17:25 - 17:55                      | 日本テレビ系列                               |                                         |
| 熊本県         | 熊本県民テレビ | 火曜 17:00 - 17:30                      | 日本テレビ系列                               |                                         |
| 大分県         | 大分放送       | 月曜 17:20 - 17:50                      | TBS系列                                      | 1986年10月13日まで放送                  |
| 宮崎県         | テレビ宮崎     | 月曜 - 木曜 16:00 - 16:30               | フジテレビ系列 日本テレビ系列 テレビ朝日系列 |                                         |
| 鹿児島県       | 鹿児島テレビ   | 日曜 7:00 - 7:30 → 土曜 7:00 - 7:30     | フジテレビ系列 日本テレビ系列                |                                         |

## 海外展開
- 香港の無綫電視では、『魔法之星愛美』のタイトルで広東語による吹き替え版が放送された。オープニングテーマは 山川恵津子作曲の「不思議色ハピネス」を一部翻案したオリジナル曲「魔法之星」を制作。作詞：鄭國江、作曲：趙文海、歌：羅明珠。